# Achtmaal

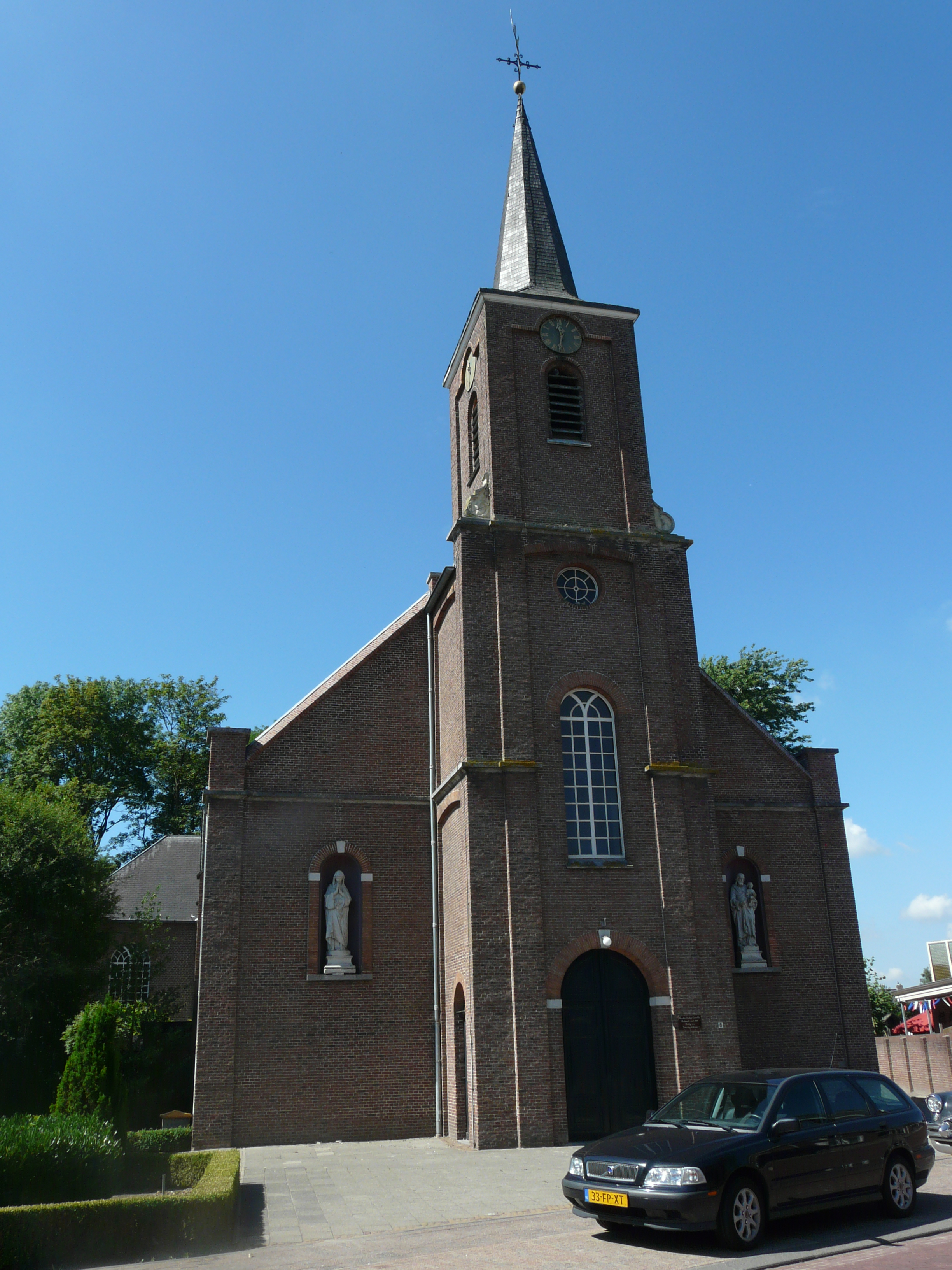
Heilige Corneliuskerk

Buisse Hoeve

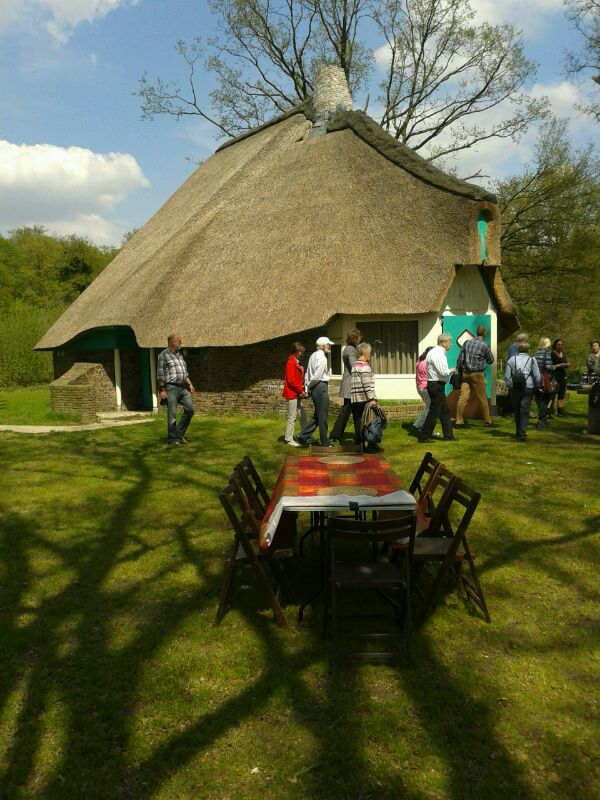
Herbouwde atelierwoning voor Richard Roland Holst op de Buissche Heide, ontworpen door Margaret Staal-Kropholler

Achtmaal (Brabants: Achmaol) is een dorp  in de gemeente Zundert in de provincie Noord-Brabant.

## Etymologie
De oorsprong van de naam Achtmaal is onzeker. Mogelijk is de naam afgeleid van Achte, dat rechtsgebied betekent, en maal, dat gerechtsplaats zou betekenen, maar ook andere naamverklaringen zijn denkbaar.

## Geschiedenis
Achtmaal werd voor het eerst in schriftelijke documenten genoemd in 1295, als Achtmal. Pas in 1862 werd Achtmaal als parochie afgesplitst van die van Zundert. Er kwam ook een school en in 1863 kwam de kerk gereed. De parochie ontving een reliek van de Heilige Cornelius, en deze reliek garandeerde een toestroom van bedevaartgangers. In 1923 werd zelfs een broederschap ter ere van deze heilige opgericht, die op haar hoogtepunt een duizendtal leden telde, voor het merendeel uit de Belgisch-Nederlandse grensstreek afkomstig. In de jaren 70 van de 20e eeuw kwijnde deze broederschap weg. Omstreeks 1980 was het met de verering van Cornelius goeddeels gedaan.
Een beroemde inwoonster van Achtmaal was Henriette Roland Holst, een socialiste en dichteres die van 1918-1952 op het landgoed Oude Buisse Heide heeft gewoond en dit in 1945 aan de vereniging Natuurmonumenten schonk.

### Tweede Wereldoorlog
Achtmaal werd op 27 oktober 1944 bevrijd door het 415de regiment van de Amerikaanse 104de infanterie divisie, bijgenaamd de Timberwolf Divisie. Het was de vuurdoop voor zowel dit regiment als voor de gehele divisie. Operatie Pheasant, codenaam Suitcase, startte op vrijdagmorgen 20 oktober net na zeven uur 's morgens. Het 3e Bataljon van het 415de regiment van de 104de Infanterie divisie, onder leiding van luitenant kolonel Kelleher, ging op 27 oktober Achtmaal binnen. Kelleher kreeg door het Nederlands Verzet voor de bevrijder belangrijke papieren overhandigd. De operatie kostte aan zevenendertig mensen van dit regiment het leven, terwijl er ook nog eens 135 mensen gewond raakten.

## Bezienswaardigheden
- De Sint-Corneliuskerk, aan de Pastoor de Bakkerstraat, is een neogotisch bouwwerk uit 1863 ontworpen door architect P. Soffers.
- Landhuizen op de nabijgelegen landgoederen De Moeren en Wallsteijn, alsmede diverse bijgebouwen zoals schuren, een koetshuis, en de tuinen van Wallsteijn, alles gelegen aan of nabij de Achtmaalseweg 158.
- De Buisse Hoeve, een langgevelboerderij uit 1809, op de Oude Buisse Heide.
- Een atelierwoning uit 1919 op het landgoed Oude Buisse Heide, ontworpen in opdracht van Richard Roland Holst door Margaret Kropholler in expressionistische stijl. Deze is op 14 april 2011 helemaal afgebrand, maar later herbouwd.
- Bronzen beeldje De Smokkelaar aan het Neijsenpad. Door Henk Groenhuis, uit 1983.
- Het militair historisch museum, aan de Nieuwmoerseweg.

Zie ook
- Lijst van rijksmonumenten in Achtmaal
- Lijst van gemeentelijke monumenten in Achtmaal

## Natuur en landschap
De onmiddellijke omgeving van Achtmaal bestaat uit landbouwgebied. Enkele waterlopen in de omgeving zijn de Turfvaart, de Helloop, de Kraaiheuvelloop, de Ellevaartse Loop, de Roosendaalse Vaart en de Kleine Beek. Deze dienden oorspronkelijk om de aldaar gewonnen turf af te voeren en zijn door de mens gegraven.
Ongeveer 6 km ten zuidwesten van Achtmaal ligt het natuurgebied Matjens, waar nog een restant van het veen te vinden is.
Ten noorden van Achtmaal ligt het natuurgebied Wallsteijn met aansluitend de Oude Buisse Heide, een natuurreservaat dat in 1945 door de destijds in Zundert wonende Henriette Roland Holst aan de vereniging Natuurmonumenten werd geschonken. Ten noorden hier weer van liggen de gebieden De Moeren, en Gooren en Krochten.

## Evenementen
- Carnaval, tijdens carnaval heet Achtmaal 'De Gouwe Stad'. Met op zaterdag de Grote optocht.
- Trekkertrek Achtmaal wordt meestal in mei georganiseerd door de Achtmaalse Pullers.
- Groot wandelevenement iedere 3e zondag in mei
- Zomeravondconcert Achtmaal in juli
- Weidefeesten Achtmaal in pinksterweekend
- Avondvierdaagse (vijf avonden) eerste volle week van augustus
- Bloemencorso Zundert
- Dorpsfeest Achtmaal 2e zondag in september
- Kermis
- Ostaayense Kermis in juli
- Jarenlang werd in het 2e weekeinde van oktober in de regio de autorally Nacht van Achtmaal verreden. Tegenwoordig maakt dit deel uit van de West-Brabant Rally en telt mee voor het Nationaal en Open Internationaal Nederlands Rally Kampioenschap.

## Verkeer en vervoer
Achtmaal is bereikbaar via de N263.

### Openbaar vervoer
De volgende buslijn van Arriva rijdt door Achtmaal:
- Lijn 220: Klein Zundert - Zundert - Achtmaal - Schijf - Roosendaal

## Verenigingen
- Voetbalvereniging VV Achtmaal
- Voetbalvereniging Ostaayense Boys
- Toneelvereniging Achtmaal
- Muziekvereniging St.Martinus Achtmaal
- Achtmaalse Rally Club
- Kruisboogvereniging Nooit Gedacht
- Kruisboogvereniging De Toekomst
- Kruisboogvereniging Komst des Vredes
- Gilde Sint Cornelius

## Voorzieningen
In het multifunctionele centrum 't Gouwe Hart bevinden zich basisschool de Wegwijzer, Gemeenschapshuis de Nachtegaal, de Prikpost en de Peuterspeelzaal

## Nabijgelegen kernen
Essen, Horendonk, Nieuwmoer, Schijf, Wernhout, Wernhoutsburg en Zundert
Dorpen: Achtmaal · Klein-Zundert · Rijsbergen · Wernhout · Zundert

Buurtschappen: Breedschot · De Kruispad · De Lent · Driehoek · Hazeldonk · Hellegat · Hulsdonk · Kaarschot · Klein-Oekel · Luitert · Maalbergen · Moeren · Oekel · Ostaaijen · Raamberg · Stuivezand · Tiggelt · Tiggeltscheberg · Weimeren · Wernhoutsburg · Wildert

Noord-Brabant: Steden en dorpen      Nederland: Provincies · Gemeenten